# Lui lu lui/La nostra canzone
Lui lu lui/La nostra canzone è un 45 giri di Anna Rusticano, pubblicato dall'etichetta discografica Fonit Cetra nel 1977.
La copertina raffigura un disegno della cantante con sfumature azzurre e gialle.
La canzone sul lato A, Lui lu lui, ebbe un buon successo radiofonico, e fu quella che rivelò la Rusticano al grande pubblico; è la cover di una canzone francese di Rahamin Clement Chammah, ed il testo italiano è di Andrea Lo Vecchio.
Il brano La nostra canzone è stato composto da Riccardo Lamonarca ed Elio Grande, che usa lo pseudonimo Eliomariaenodian.